# Pecuária no Brasil

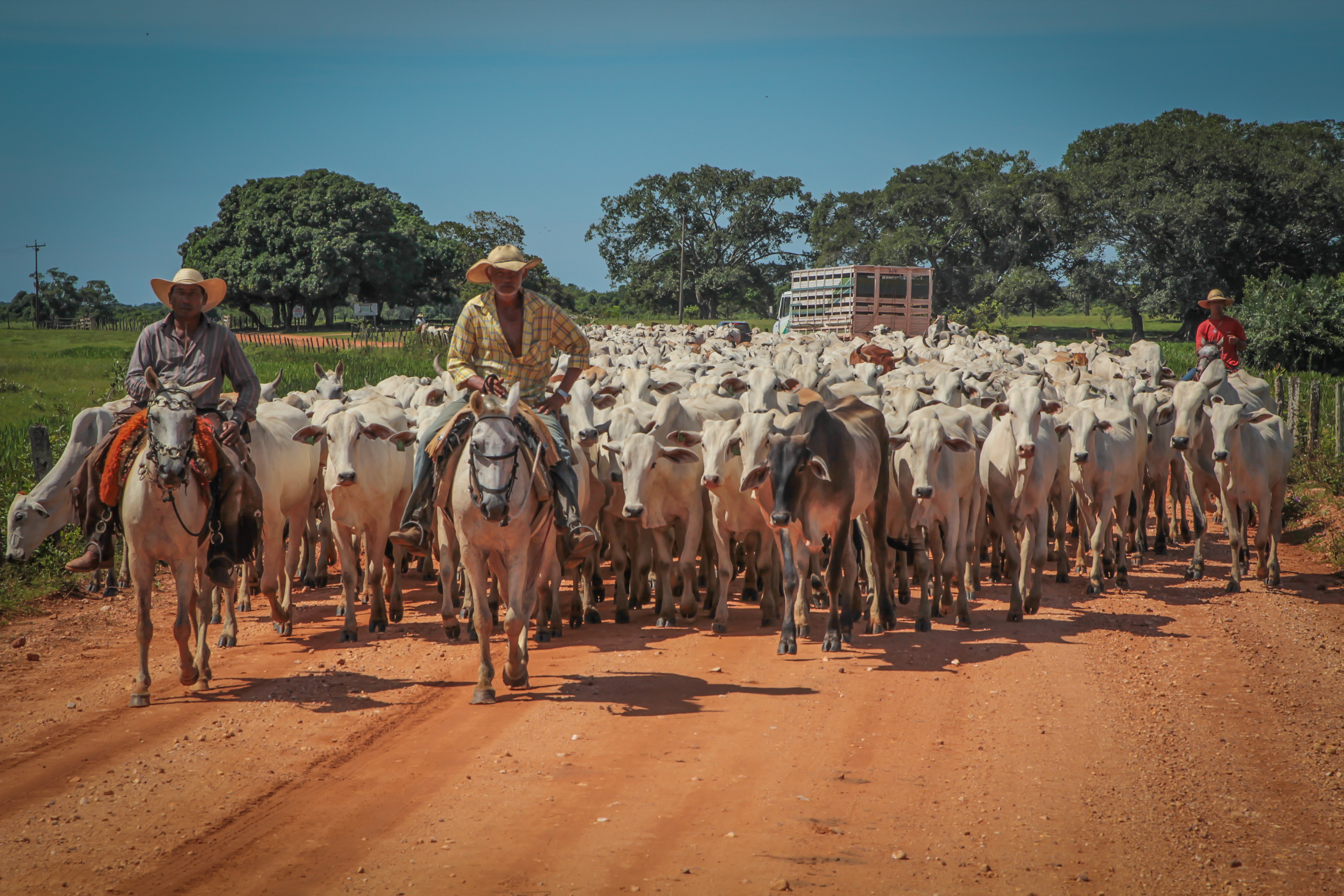
Boiada sendo conduzida por pantaneiros no Mato Grosso

A pecuária no Brasil é parte significativa da economia deste país desde o período colonial. O Brasil tinha um rebanho de 218,23 milhões de cabeças em 2016, criadas em aproximadamente 167 milhões de hectares. A lotação média no país é de 1,25 cab. /ha (unidade de cabeça por hectare). Atualmente a produção pecuária de bovinos é partilhada principalmente pelo Centro-Oeste, Sudeste e Sul, cabendo ao Nordeste o predomínio sobre as criações de caprinos e muares. Os ovinos se concentram no Sul e Nordeste (Rio Grande do Sul, Bahia e Ceará são os principais produtores). Os suínos e as aves se concentram no Sudeste e no Sul. No Brasil dia 15 de julho, é comemorado o Dia Nacional do Pecuarista.
O Brasil é o maior exportador mundial de carne de frango: 3,77 milhões de toneladas em 2019. O país é dono do segundo maior rebanho bovino do mundo, 22,2% do rebanho mundial. O país foi o segundo maior produtor de carne bovina em 2019, responsável por 15,4% da produção mundial. Foi também o terceiro maior produtor de leite do mundo em 2018. Este ano [2022] o país produziu 35,1 bilhões de litros. Em 2019, o Brasil era o 4º maior produtor de carne de porco do mundo, com quase 4 milhões de toneladas.
Apesar da sua grande importância para a economia brasileira, a pecuária na forma como tem sido desenvolvida no país tem alto grau de ineficiência, e é uma das atividades que geram os maiores danos ao meio ambiente, especialmente a criação de gado, sendo uma das principais causas de desmatamento e emissão dos gases do efeito estufa produtores do aquecimento global. Atualmente o Brasil é o quarto maior emissor global de gases estufa. Tem sido também causa importante de degradação dos solos, poluição das águas e conflitos violentos no campo. Os vastos prejuízos econômicos e sociais dos danos ambientais decorrentes da pecuária raramente são contabilizados, e por isso a atividade tem se mantido tão rendosa e competitiva, mas no longo prazo esses prejuízos podem se acumular a ponto de torná-la inviável. O debate público sobre esses problemas é intenso mas é desvirtuado por um forte discurso negacionista e pseudocientífico produzido por políticos, empresários e representantes do governo, confundindo e desmobilizando a população e dificultando a adoção de legislação e políticas públicas baseadas na sustentabilidade.

## História
A história da pecuária brasileira remonta aos primórdios da ocupação portuguesa do território. Em torno de 1534 foram introduzidas as primeiras cabeças de gado na Capitania de São Vicente. Diz a tradição que a responsável pela iniciativa teria sido Ana Pimentel, esposa e procuradora de Martim Afonso de Sousa. As reses teriam vindo de Cabo Verde ou da Ilha da Madeira. A introdução foi um sucesso, e em 1576 Pero Gândavo escrevia que "há também grande cópia de gado que da mesma ilha foi levado a estas partes, principalmente do vacum há muita abundância, o qual pelos pastos serem muitos, vai sempre em grande crescimento". Em 1535 Duarte Coelho levou gado para Pernambuco, e em 1550 Tomé de Sousa introduziu um rebanho na Bahia, de onde a atividade se espalharia por outras regiões nordestinas. Nesta primeira etapa a criação de gado era uma atividade marginal na economia agrária colonial, e as reses eram usadas principalmente para tração nos engenhos de cana, e pouco mais tarde, principalmente no Ceará e no Rio Grande do Norte, para a produção de carne de sol para alimentação dos escravos dos engenhos da Bahia e Pernambuco. Esses primeiros rebanhos eram criados de forma extensiva em campos naturais. No século XVII a pecuária começa a se tornar uma atividade autônoma, e ao mesmo tempo se tornava um importante fator de povoamento dos sertões do Nordeste e do Centro-Oeste. A pecuária no Nordeste tem sido associada ao crescimento de importantes morgados coloniais, mas a história antiga da pecuária no Centro-Oeste ainda é mal conhecida.

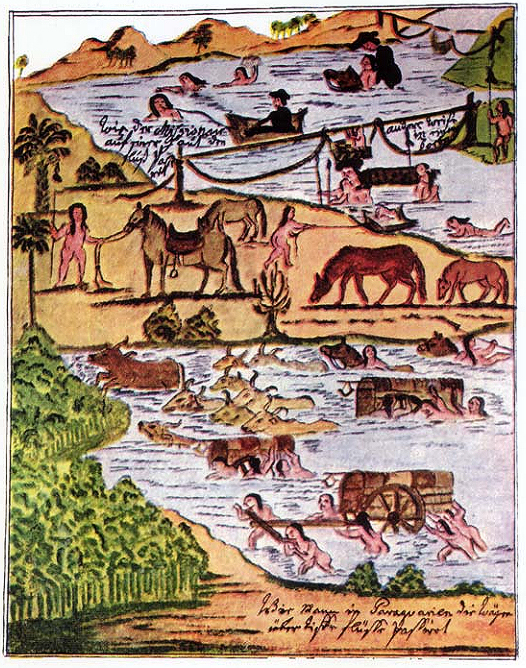
Ilustração de Florian Pauke de indígenas e jesuítas cruzando um rio com cavalos e reses, século XVIII

Na década de 1550 algumas reses foram levadas clandestinamente de São Vicente para Assunção no Paraguai por alguns espanhóis, pouco depois este pequeno rebanho foi aumentado com várias remessas de reses peruanas, chilenas e bolivianas, e no início do século XVII jesuítas espanhóis da Província do Paraguai incorporaram o gado à economia das reduções indígenas que pontilharam a região. Criados de forma livre, quase sem interferência humana, esses rebanhos se tornaram praticamente selvagens, se multiplicaram muito pelo Paraguai, Argentina e Uruguai, favorecidos pelos vastos campos naturais da área e a abundância de fontes de água, espalhando-se também no sul do Brasil, onde deram origem às "Vacarias do Mar" (do sul do rio Jacuí até o litoral) e às "Vacarias dos Pinhais" (nos Campos de Cima da Serra, onde trechos de campo alternavam com pinhais de araucárias). Os jesuítas também introduziram o cavalo na região, que da mesma formar proliferou abundantemente.
A partir dessas vacarias se desenvolveu todo um ciclo econômico de produção de couro e charque, de grande importância para a economia até o fim do século XIX, "fundamentais para a configuração das rotas de abastecimento, a formação de novas praças comerciais e surpreendentes enriquecimentos fora do círculo agro-exportador", segundo análise de Joana Medrado. Embora houvesse algum consumo pela população em geral, no período colonial a carne de gado era pouco valorizada e pouco consumida, o charque era destinado principalmente à alimentação dos escravos, e o interesse econômico principal pelo gado residia no couro, que era em grande parte exportado. Expedições de bandeirantes e tropeiros no sul foram responsáveis por levar parte desse gado para outras regiões do Brasil, contribuindo para miscigenar as raças e abrir novas rotas de comércio.
Em 1701 uma provisão da Coroa portuguesa determinou que os rebanhos deveriam permanecer afastados pelo menos dez léguas das lavouras, o que acentuou o impulso para a busca de novas áreas. Em meados do século XVIII alguns intelectuais ingleses se interessaram pela abundância de gado na colônia portuguesa, considerando que seria uma fonte importante para abastecer o crescente mercado de carne europeu, fazendo alguns estudos sobre as melhores maneiras de aproveitamento. No fim do século, com o progressivo esgotamento das minas de ouro e diamantes, a atenção dos intelectuais portugueses e brasileiros ligados ao Iluminismo e às instituições oficiais se voltaram para o estudo científico das atividades rurais da colônia brasileira, a fim de modernizar, melhorar e diversificar as chamadas "economias rústicas", aumentando a produção de alimentos e as rendas auferidas pela Metrópole. Vários estudos foram publicados em função desse movimento, alguns traduzidos de autores de outros países, tratando de uma variedade de assuntos, incluindo produção e uso do leite, queijo e carne. Destacam-se entre esses estudos História e cura das moléstias mais essenciais, internas do boi e análogas as do cavalo, do italiano Francesco Toggia, traduzido por Vicente Silva Teles; A arte de curar bois, de Manuel Martins Cavaco, e sobretudo Método de se aproveitarem todas as carnes do gado vacum nos países em que só o matam e esfolam para proveito das peles, de frei José Mariano Veloso, que teve grande circulação por ter sido mandado distribuir por dom Rodrigo de Souza Coutinho entre todos os criadores.

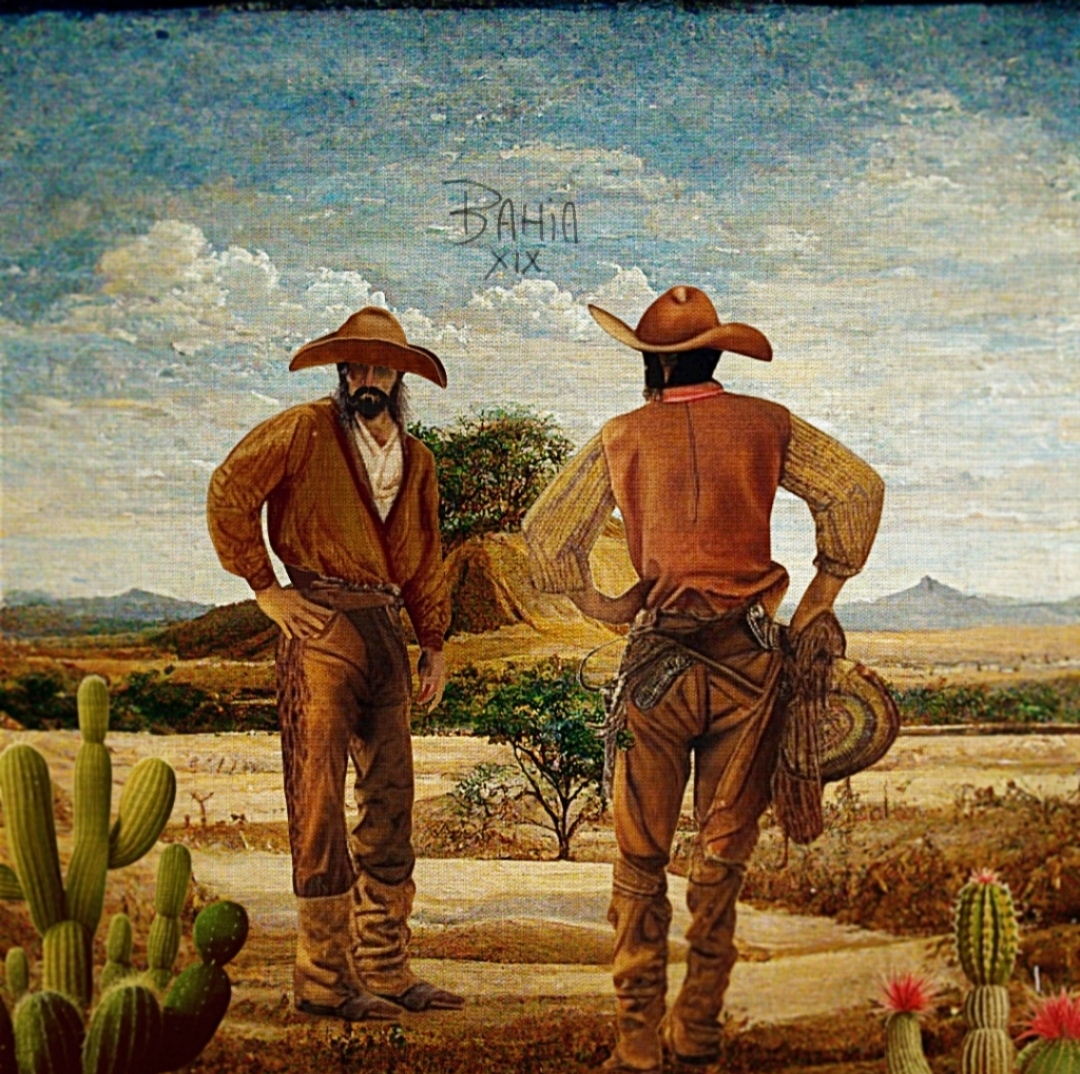
Vaqueiros baianos em 1810

A partir do século XIX os novos conhecimentos desenvolvidos pelos iluministas começaram a se disseminar por vários pontos do Brasil, sendo aperfeiçoados principalmente nas escolas agrotécnicas. Contudo, com a consolidação do Império independente, temas nacionalistas entraram em pauta, com reflexos na economia agrária. Havia a preocupação de que a sempre crescente demanda internacional por carne, couro e leite levasse ao desabastecimento interno, levantando-se um aceso debate público onde eram criticados o modelo agroexportador, os monopólios e as vantagens concedidas ao capital estrangeiro. No fim do século, em parte por influência do darwinismo, passou a ser um tópico de grande interesse dos pecuaristas o melhoramento genético do gado crioulo com a importação de reprodutores europeus. Paralelamente, eram divulgadas novas técnicas de industrialização dos produtos bovinos. Com o fim do regime escravista houve escassez de mão-de-obra, acrescentando novos elementos de insatisfação entre a elite produtora.
Em 1897 foi fundada a Sociedade Nacional de Agricultura (SNA), que teve um papel central no debate sobre a diversificação da agricultura e pecuária nacionais, organizando eventos para troca de conhecimentos, promovendo a produção e publicação de estudos e se tornando um dos principais órgãos consultivos do governo. Na passagem do século XIX para o século XX, em boa parte por pressão britânica, a cultura do consumo de carne se enraizou definitivamente na população, sendo até então um artigo relativamente comum mas secundário na dieta do brasileiro. Em função dessa mudança cultural, alguns países, incluindo o Brasil, passaram a dar grande ênfase e se especializar nesta área para abastecer um mundo cada vez mais carnívoro. Conforme Medrado, "no caso da história da pecuária na Argentina e no Brasil há uma mudança sensível e qualitativa nessa atividade quando ela se integra ao mercado internacional de carne, em grande medida porque isso reforçava o papel dos países colonizados na divisão internacional do trabalho — exportador de matéria prima, a carne, e importador de tecnologia de produção, a genética ou os animais reprodutores".
Nesta época os interesses em melhoramento genético do plantel levaram à introdução de diversas raças, como a Caracu, Charolês, Hereford, Angus, Devon e Zebu, enquanto o governo criava fazendas-modelo para servirem de postos de reprodução de raças selecionadas e para a criação de uma reserva de reprodutores e matrizes. Em 1909 foi instalado o Ministério de Agricultura, Indústria e Comércio, que passou a centralizar a ação político-institucional ruralista. Em 1913 Antônio Prado fundou o primeiro frigorífico nacional em Barretos, a Companhia Frigorífica e Pastoril. 1917 é um ano marcante por vários motivos. Em meio a uma aguda crise de abastecimento, o governo criou o Comissariado de Abastecimento com poderes supra-ministeriais, a fim de combater a desorganização dos setores produtivos criada pelo surto de industrialização e pela ênfase na exportação. No mesmo ano a SNA realizou, sob os auspícios do governo, a Primeira Conferência Nacional de Pecuária, evento importante na definição das pautas nacionais do setor, onde foi discutida uma ampla gama de tópicos relacionados à pecuária; foi realizada a Primeira Exposição Nacional de Gado e Indústrias Anexas, e mais quatro frigoríficos foram instalados, três no Rio Grande do Sul e um em São Paulo. Essas primeiras décadas do século XX também se caracterizaram pela crescente organização dos produtores, surgindo muitas cooperativas e associações.
Em meados do século XX o antigo modelo de pecuária estava esgotado, e já se pensava em novas maneiras de harmonizar a chamada "vocação agrária" do Brasil com os interesses exportadores e a modernização tecnológica e industrialização necessárias para manter o abastecimento interno, impulsionar economia e torná-la competitiva no mercado internacional. A partir dos anos 1970, depois da abertura da Transamazônica, a pecuária iniciou uma rápida expansão para a Região Norte. Nas últimas décadas governo e pecuaristas têm investido na qualificação profissional e na atualização das técnicas e tecnologias de produção, os rebanhos vêm aumentando e a área de criação vem se expandindo, a pesquisa também se expande e novos mercados são abertos, mas os avanços não beneficiaram todos os produtores, especialmente os pequenos, e vêm acompanhados por uma série de importantes problemas sociais e ambientais, incluindo pobreza, desigualdade, violência, conflitos fundiários, desmatamento, degradação dos solos e poluição das águas.

## Setores

### Bovinos

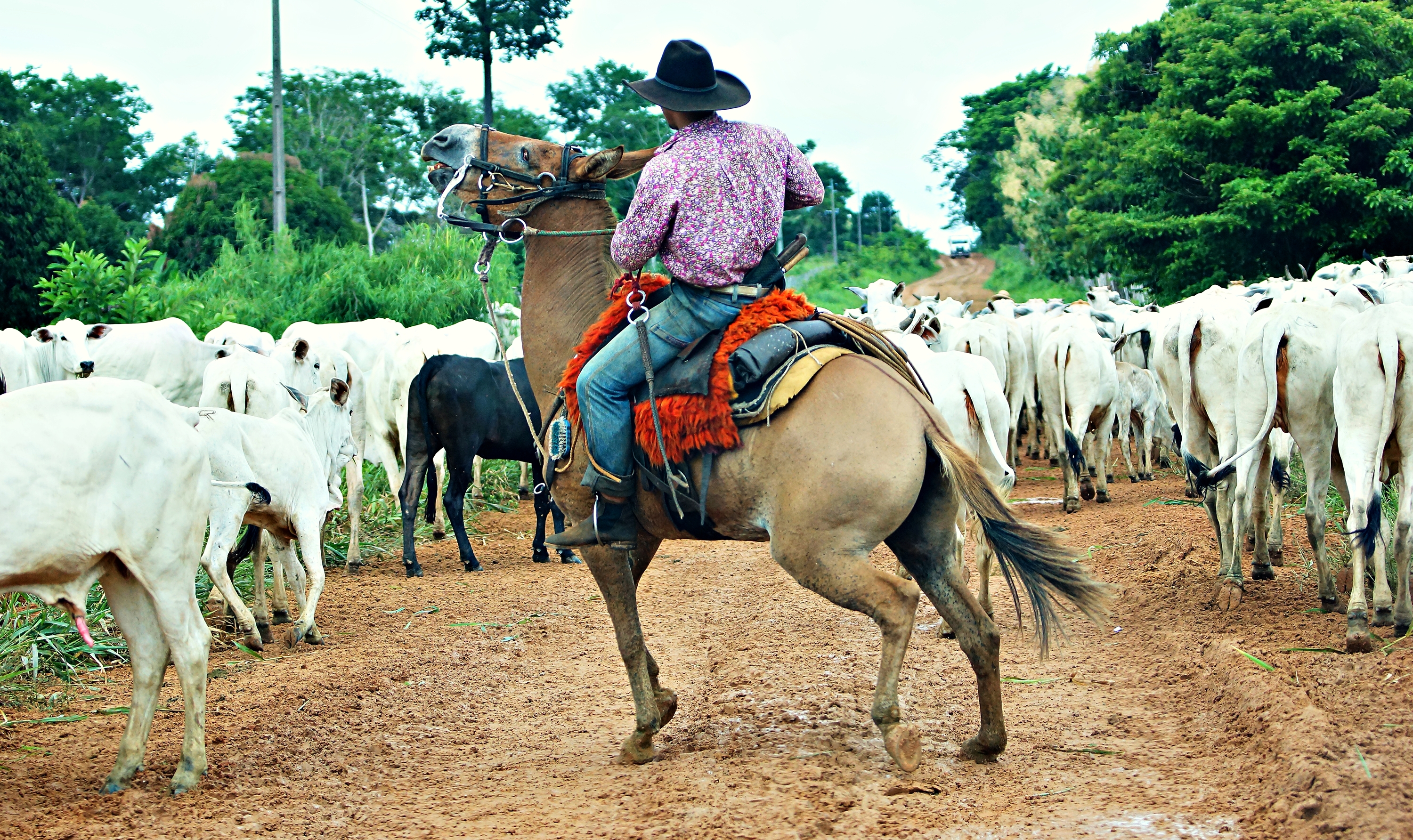
Gado Bovino no Mato Grosso.

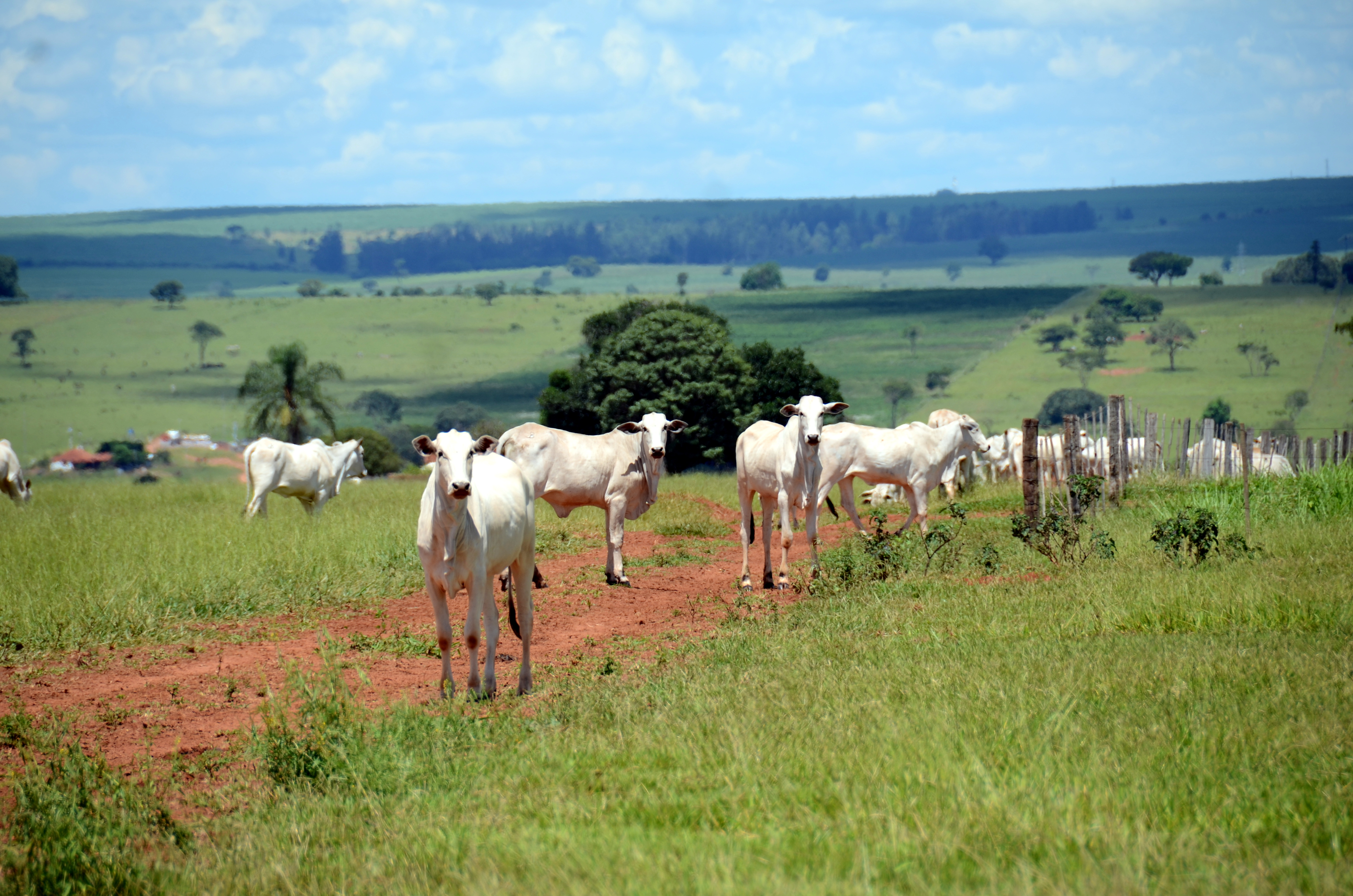
Bois em São Paulo.

O rebanho de bovinos brasileiro tinha 218,23 milhões de cabeças em 2016. O principal centro pecuarista do Brasil é o estado de Mato Grosso, o maior rebanho bovino do Brasil. Em 2016, o Centro-Oeste tinha 34,4% do total nacional. A Região Norte registrou 47,98 milhões de cabeças de gado, o segundo maior do país. Mato Grosso foi o estado com o maior plantel bovino, abrigando 13,9% do total brasileiro. O estado tinha, à época, 30,30 milhões de cabeças de gado. Minas Gerais, Goiás e Mato Grosso do Sul contribuíram com 10,8%, 10,5% e 10,0% do efetivo nacional, respectivamente. Em nível municipal, os maiores efetivos estavam localizados em São Félix do Xingu (PA), Corumbá (MS), Ribas do Rio Pardo (MS), Cáceres (MT) e Marabá (PA). Dentre os 20 municípios com os maiores efetivos, 13 situavam-se no Centro-Oeste, seis no Norte, e um no Sul do País. O Brasil é o detentor do segundo maior efetivo de bovinos do mundo, 22,2% do rebanho mundial, atrás apenas da Índia, que não os produz para consumo. O país foi também o segundo maior produtor de carne bovina, responsável por 15,4% da produção global. Os Estados Unidos (maior produtor mundial), o Brasil e a União Europeia, juntos, representaram quase metade de toda a carne produzida no mundo em 2016. Em 2016 as exportações de carne bovina brasileira in natura somaram 1,08 milhão de toneladas com um valor de 4,35 bilhões de reais. O Brasil em 2018 era o 3º maior produtor mundial de leite, atrás apenas dos Estados Unidos e da Índia. Neste ano, o país produziu 35,1 bilhões de litros.

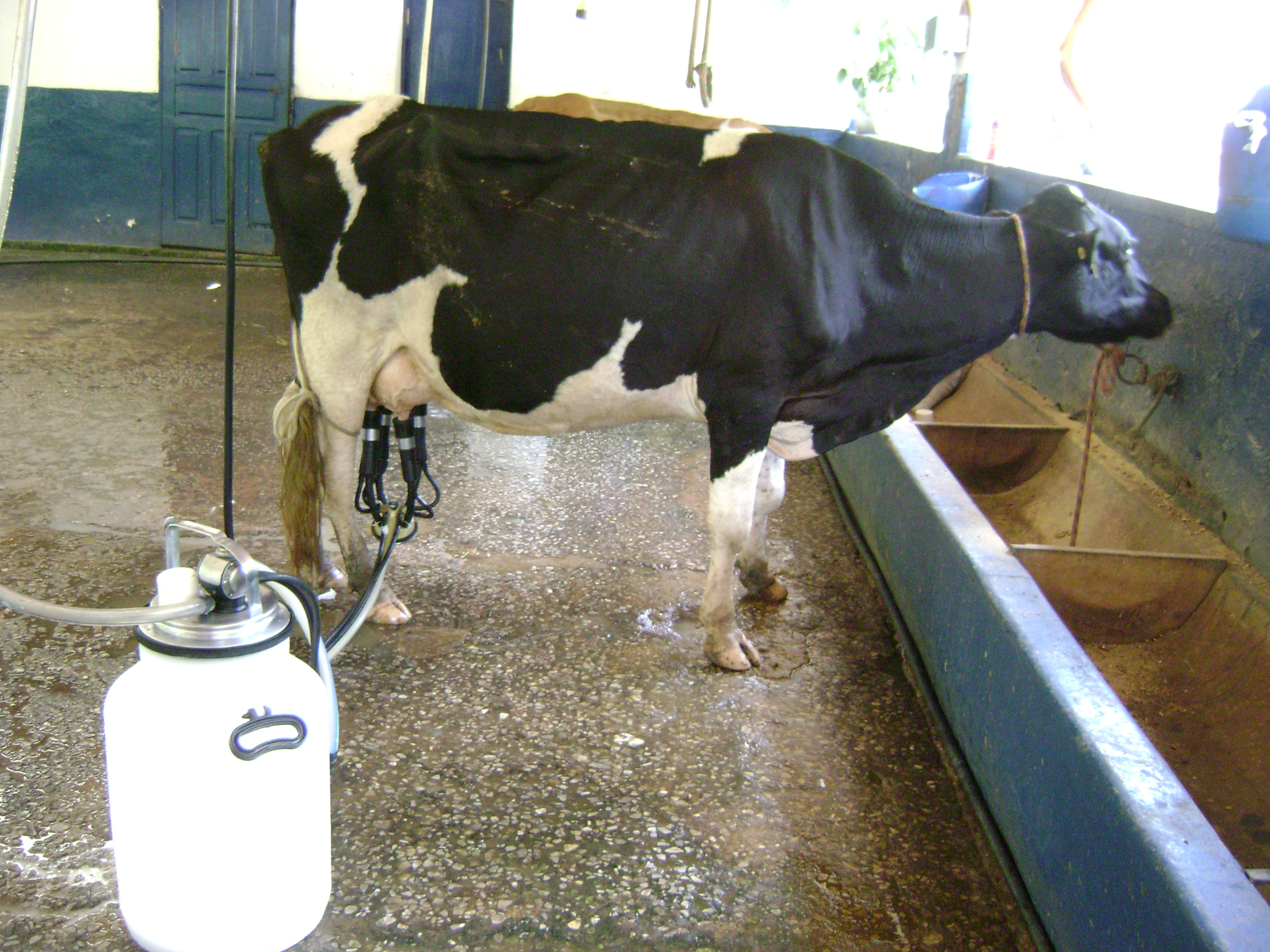
Extração de leite em Minas Gerais.

A região Sul detém o primeiro lugar no ranking na produção brasileira de leite. O Sul tem 35,7%, disputando com o Sudeste (que foi o maior produtor até 2014), que tem 34,2%. O Sudeste tem o maior rebanho de vacas ordenhadas: 30,4% do total de 17,1 milhões existentes no Brasil. A maior produtividade, porém, é a da Região Sul, com uma média de 3.284 litros por vaca ao ano, por isso lidera o ranking de produção de leite desde 2015. O município de Castro, no Paraná, foi o maior produtor em 2017, com 264 milhões de litros de leite. O Paraná já é o segundo maior produtor nacional com 4,7 bilhões de litros, perdendo apenas para Minas Gerais. Minas Gerais é o principal Estado produtor de leite no Brasil, com o maior efetivo também de vacas ordenhadas, responsável por 26,6% da produção e 20,0% do total de animais de ordenha. O município de Patos de Minas foi o 2º maior produtor em 2017, com 191,3 milhões de litros de leite.

### Suínos

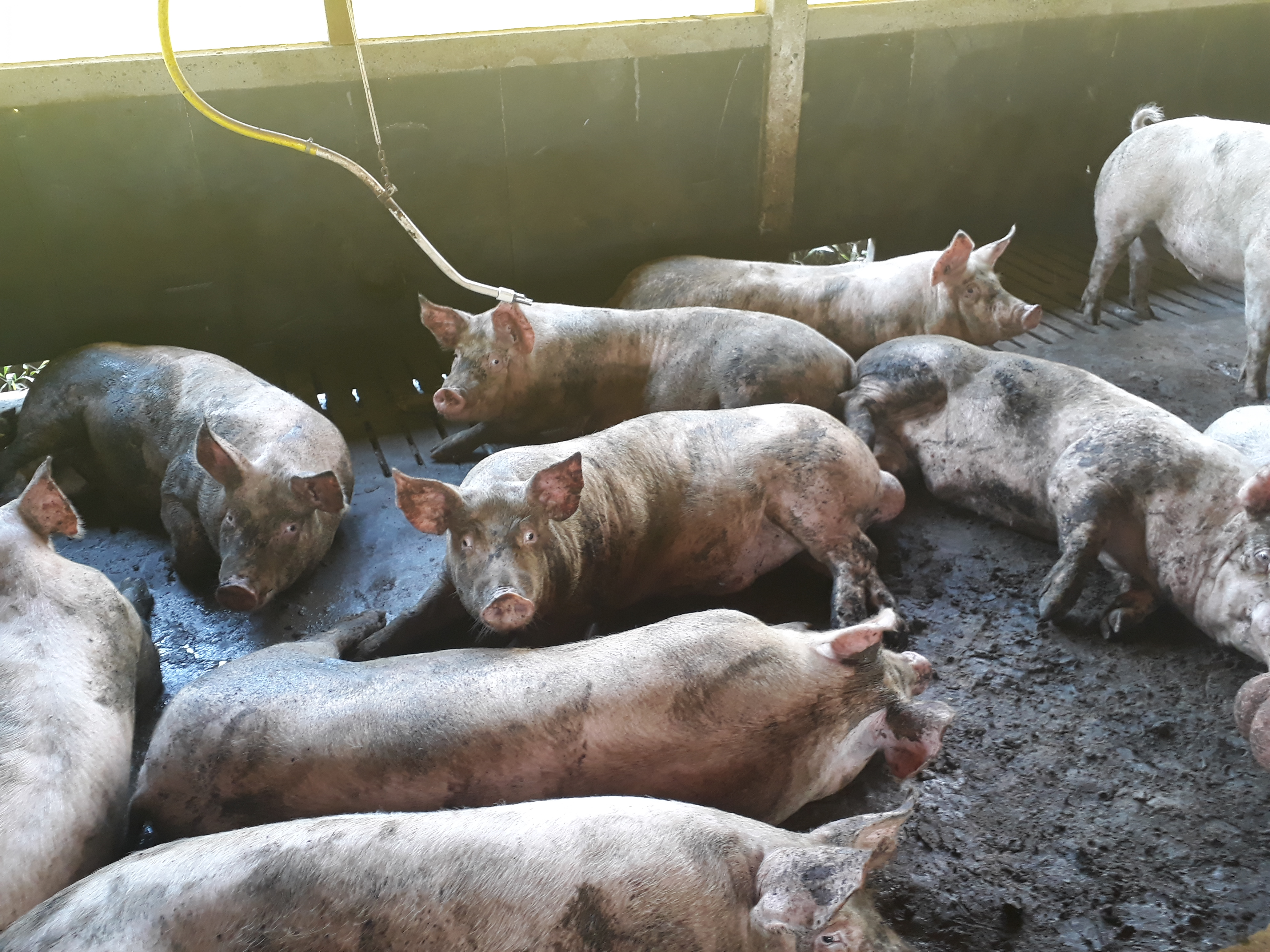
Criação suína em Jaborá, Santa Catarina.

Em 2019, o Brasil era o 4º maior produtor de carne suína do mundo, com quase 4 milhões de toneladas, atrás da China, União Europeia e Estados Unidos.
Na carne suína, os 3 estados do Sul são os maiores produtores do país. O Brasil tinha 41,1 milhões de cabeças em 2017. Santa Catarina é o maior produtor no Brasil, com 19,7% da participação nacional. O Estado é responsável por 28,38% dos abates do país e por 40,28% das exportações de carne suína brasileira. Paraná (17,2%) e Rio Grande do Sul (14,6%) são o 2º e 3º maior produtores. Toledo (PR), Rio Verde (GO) e Uberlândia (MG) são as cidades com maiores quantidades de suínos.

### Caprinos e ovinos

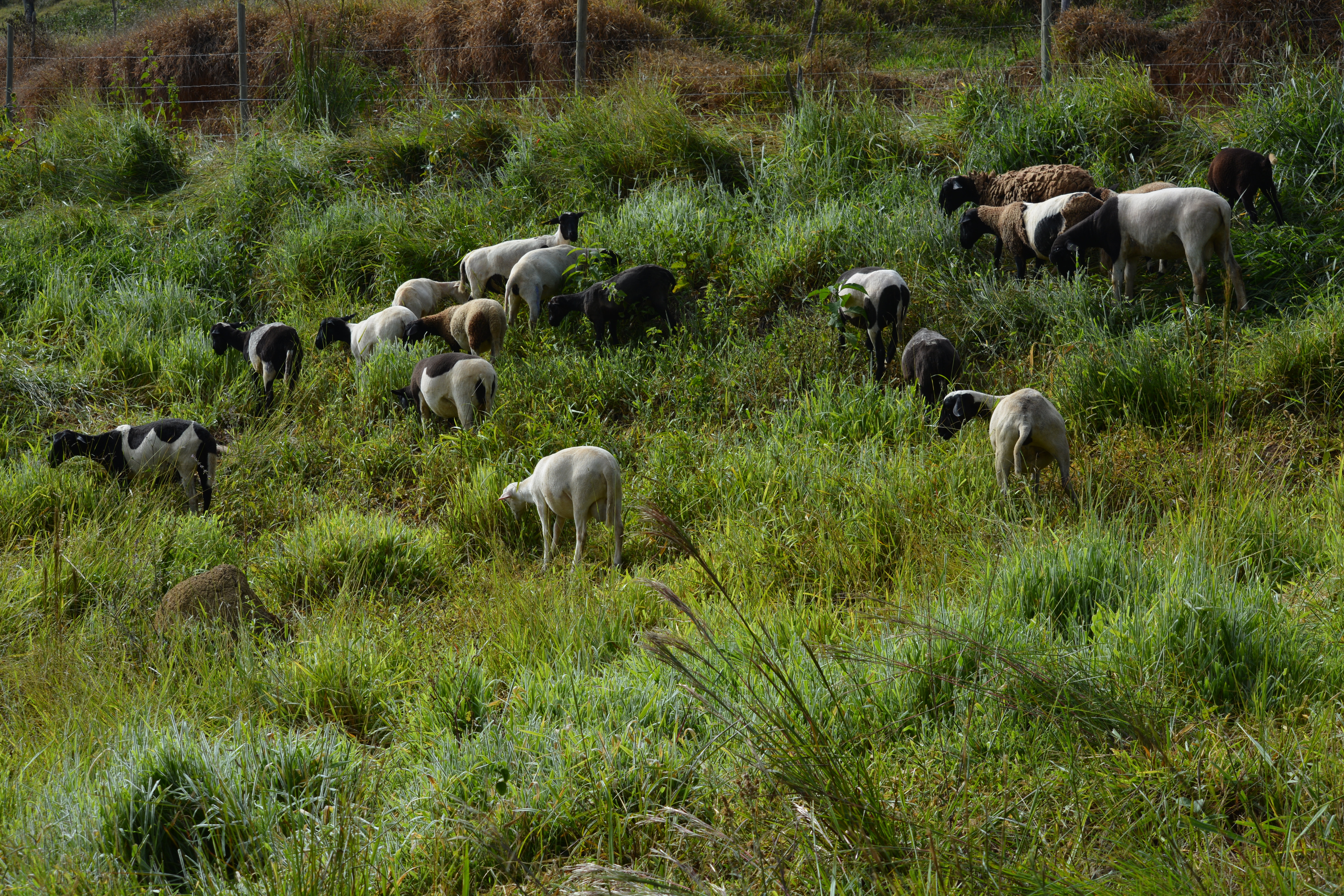
Rebanho de ovelhas

A região Nordeste abrigou 93,2% do rebanho de caprinos (8.944.461 cabeças) e 64,2% do rebanho de ovinos (11.544.939 cabeças) em 2017. A Bahia concentrou 30,9% do efetivo de caprinos e 20,9% do rebanho de ovinos nacional. Casa Nova (BA) ficou com a primeira posição no ranking municipal com os maiores efetivos das duas espécies. A Região Sul era a 2ª maior do país no rebanho de ovinos, com 4,2 milhões de cabeças. A atividade de tosquia de ovinos permaneceu predominante na região Sul, que é responsável por 99% da produção de lã no país. O Rio Grande do Sul continuou sendo o estado com maior participação nacional, representando 94,1% do total. Os municípios de Santana do Livramento, Alegrete e Quaraí lideraram a atividade. Atualmente, a produção de carne tornou-se o principal objetivo da ovinocultura no Rio Grande do Sul, em função da elevação dos preços pagos ao produtor que tornaram a atividade mais atraente e rentável. Lá, usam-se raças de ovinos mais adaptadas ao clima subtropical.

### Avicultura

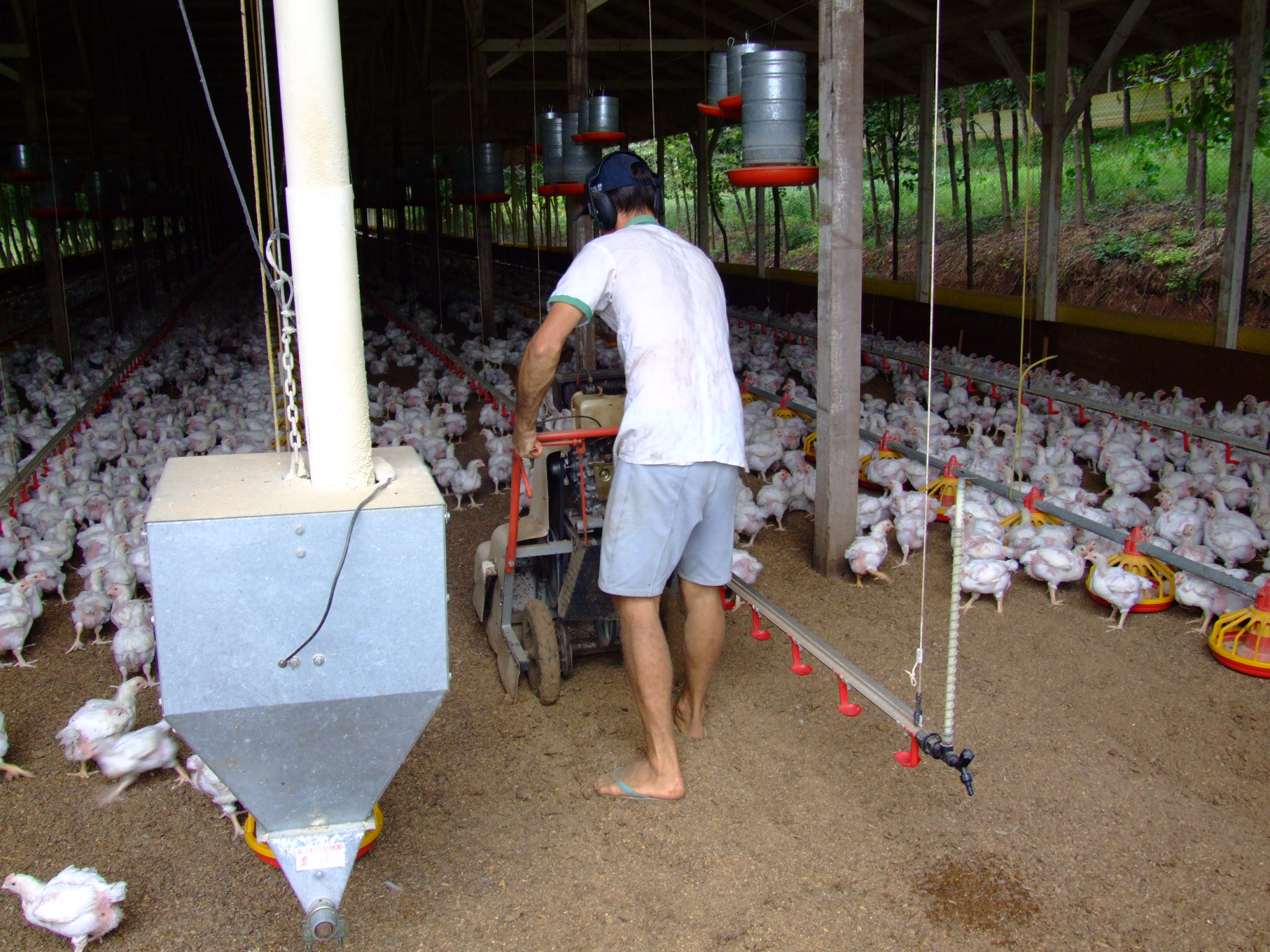
Avicultura em Santa Catarina.

O Brasil é o maior exportador mundial de carne de frango: 3,77 milhões de toneladas em 2019. O rebanho avícola brasileiro, em 2018, era da ordem de 1,5 bilhão de cabeças. Os plantéis avícolas, conforme o IBGE, englobam frangos/as, galos, galinhas e pintinhos. Em 2018, a região Sul, com destaque na criação de frangos/as para o abate, foi responsável por quase metade do total brasileiro (46,9%). Só o Paraná respondeu por 26,2%. A situação de inverte, contudo, quando se trata de galinhas. A primeira região do ranking foi o Sudeste, com 38,9% do total de cabeças do país. Foi estimado um total de 246,9 milhões de galinhas para 2018. O estado de São Paulo foi responsável por 21,9%. Santa Maria de Jetibá (ES) foi o município que apresentou os maiores efetivos tanto de galináceos quanto de galinhas. Para o ranking de galináceos vieram em seguida Cascavel (PR), Bastos (SP), Rio Verde (GO) e Uberlândia (MG).O ranking de municípios para galinhas é completado por Bastos (SP), Primavera do Leste (MT), São Bento do Una (PE) e Itanhandu (MG). Em 2017, os principais estados produtores de galináceos eram Paraná (25,3%), São Paulo (14,0%), Rio Grande do Sul (11,0%), Santa Catarina (10,8%). Já no efetivo de galinhas, em 2017 eram 242,8 milhões de cabeças: Sudeste (38,7%) e Sul (26,0%), os maiores produtores. Entre os Estados, São Paulo liderou com 21,9%, seguido por Paraná (10,1%), Rio Grande do Sul (8,8%), Minas Gerais (8,7%) e Espírito Santo (7,9%).

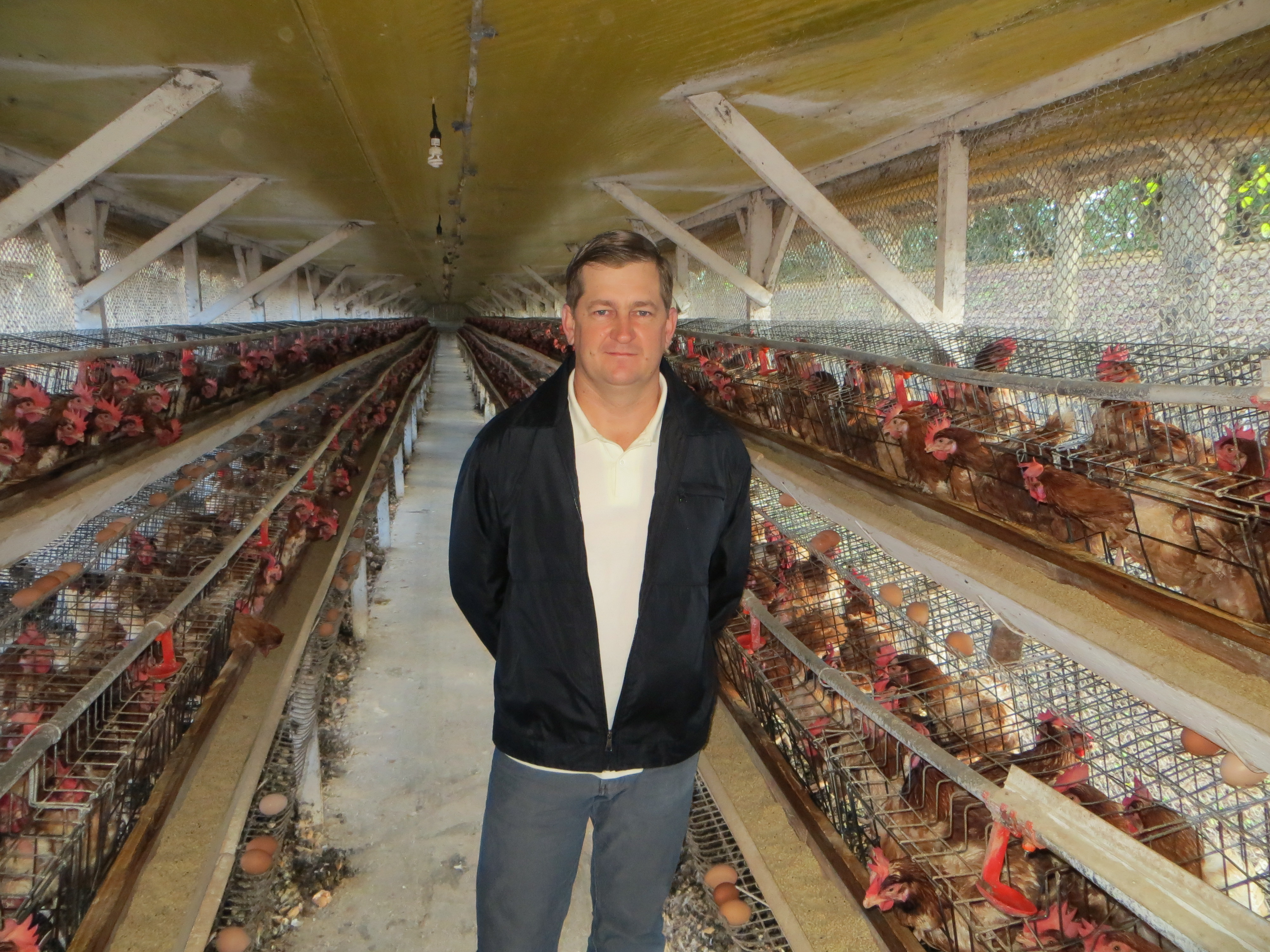
Produção de aves de postura em Santa Helena, no Paraná.

Em 2016, o Brasil era o sétimo maior produtor de ovos do mundo. A produção brasileira de ovos de galinha foi de 4,4 bilhões de dúzias em 2018, gerando uma renda de R$ 14,0 bilhões. A região Sudeste teve 43,8% deste total. O Sul vem em 2º lugar, com aproximadamente 24% da produção. O estado de São Paulo foi o maior produtor nacional (25,6%). O Paraná vem em 2º lugar com aproximadamente 10%. Entre os municípios, os maiores produtores são as cidades de Santa Maria de Jetibá (ES), Bastos (SP) e Primavera do Leste (MT).
Em 2018, o efetivo brasileiro de codornas foi de 16,8 milhões de aves. O Sudeste é responsável por 64%. São Paulo (24,6%) e Espírito Santo (21,0%) são os maiores produtores. No ranking municipal, Santa Maria de Jetibá (ES) ocupa a primeira posição tanto na quantidade de animais, quanto na produção de ovos. Bastos (SP) estava na segunda posição.

### Aquacultura
Na aquacultura, o oeste paranaense, em municípios próximos a Toledo e Cascavel, se transformou na maior região produtora de peixes do país, tendo a tilápia como principal espécie cultivada. O oeste representa 69% de toda a produção do Paraná, maior produtor nacional, com 112 mil toneladas. Desse montante, 91% se referem a criações de tilápias.
A produção pesqueira do país totalizou 485,2 mil toneladas em 2017. Paraná (20,2%), São Paulo (9,8%) e Rondônia (8,2%) tiveram as maiores participações. A cidade de Nova Aurora liderou a produção nacional. A tilápia, com 283,2 mil toneladas, representava 58,4% da piscicultura. O tambaqui, com 18,2%, é a segunda espécie mais criada. A região Norte é a maior produtora de tambaqui.
A produção de camarão no Brasil foi de 41,0 mil toneladas em 2017. Rio Grande do Norte (37,7%) e Ceará (28,9%) foram os maiores produtores. Aracati, no Ceará, foi a cidade com maior participação.
A produção de ostras, vieiras e mexilhões foi de 20,9 mil toneladas em 2017. Santa Catarina detém 98,1% da produção nacional. Palhoça, Florianópolis e Bombinhas foram os municípios com maior produção.

### Bubalinos

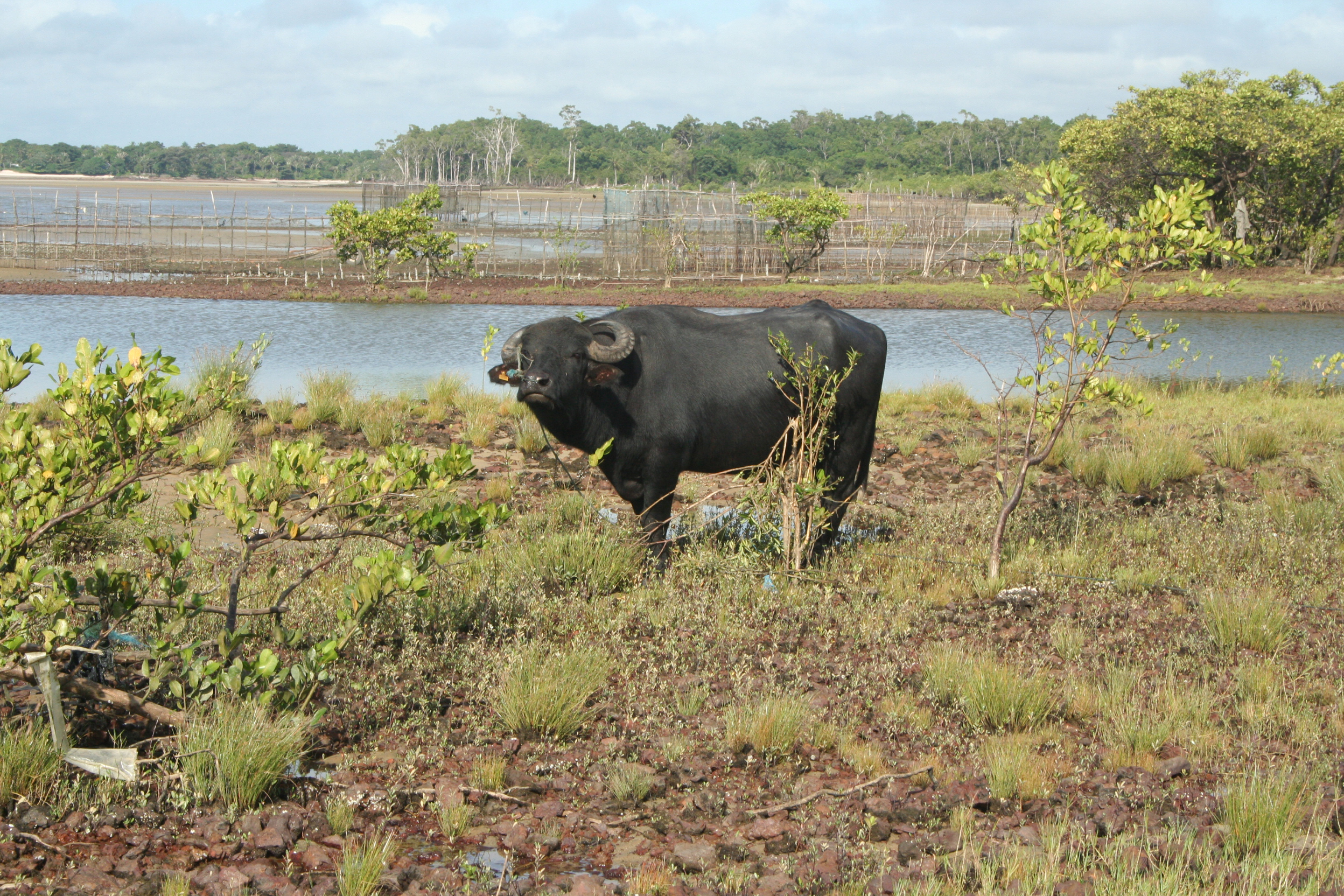
Búfalo na ilha de Marajó.

Em 2016, o efetivo brasileiro de bubalinos foi de 1,37 milhão de cabeças. A Região Norte concentrou 66,2% da criação de búfalos, enquanto o restante ficou distribuído entre as Regiões Sudeste (12,7%), Nordeste (9,5%), Sul (7,4%) e Centro-Oeste (4,4%). O Pará foi responsável por 37,9%, seguido pelo Amapá (21,6%), representando juntos 89,9% do rebanho da Região Norte e 59,5% do rebanho nacional. Dos dez municípios com os maiores efetivos, seis estão no Pará e quatro no Amapá. Em termos municipais, a primeira posição ficou com o Município de Chaves (PA), com 160,85 mil animais, seguido por Cutias (AP) e Soure (PA).

### Ranicultura
Em 2016, o Brasil foi considerado o 2º maior criador de rã do mundo, atrás apenas de Taiwan. Porém, é uma criação em pequena escala, sem dados precisos nem mesmo sobre a quantidade produzida: o último levantamento oficial citou 160 toneladas por ano, mas há quem diga que esse número é três vezes maior. Como o preço do quilo da carne de rã é alto, o consumo é reduzido e reservado a muito poucas pessoas. A carne de rã é de fácil digestão, tem alto valor nutricional, baixo teor de gordura e baixa colesterol, e também é considerada uma iguaria gastronômica. Alguns nutricionistas consideram a carne de rã a melhor proteína disponível para consumo.

### Apicultura e meliponicultura

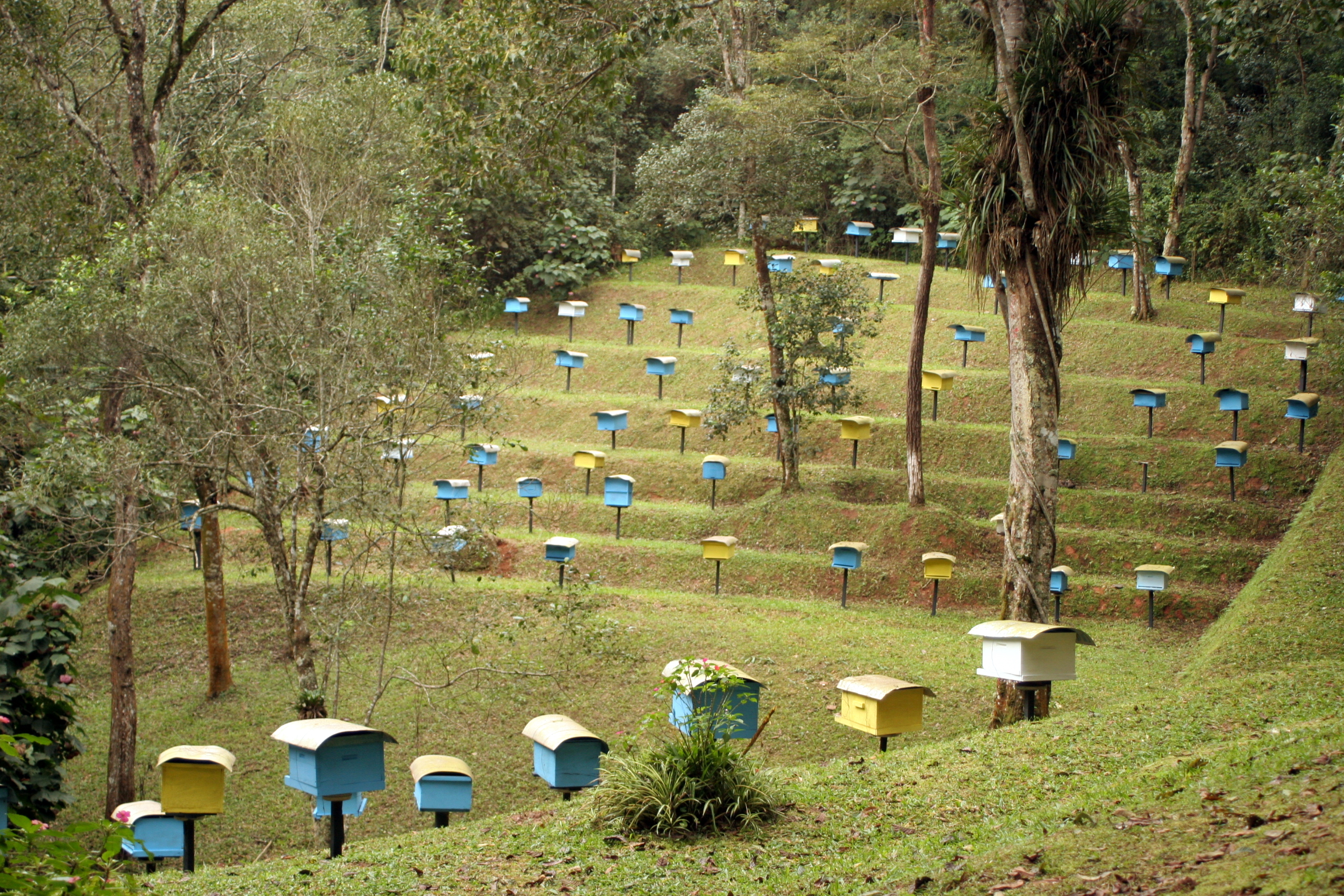
Criação de abelhas em Embu das Artes, São Paulo.

Em 2017, o Brasil era o 11º maior produtor de mel do mundo, com menos de 4,0% das exportações globais do produto. Foram produzidas 41,6 mil toneladas, sendo 16,5 mil toneladas na Região Sul.
A região Sul foi a principal produtora de mel do país em 2017, respondendo por 39,7% do total nacional. Rio Grande do Sul foi o 1º com 15,2%, Paraná em 2º com 14,3%, Santa Catarina em 5º com 10,2%.

### Pato
No Brasil, a produção de carne de pato concentra-se em Santa Catarina. É de baixo volume, voltado para um nicho de mercado. Em 2015 o país exportou U$ 7.637 milhões dessa carne, principalmente para Arábia Saudita, Emirados Árabes Unidos e Japão. Na época, a maior empresa da região especializada nessa carne abatia cerca de 10 mil patos por dia.

## Impactos sociais e ambientais

### Histórico

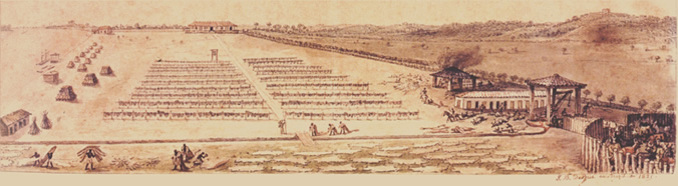
Charqueada sulina no início do século XIX, ilustração de Debret

Enquanto a pecuária brasileira crescia, começava também a produzir uma série de aspectos problemáticos. O grande florescimento das charqueadas no Sul, particularmente no século XIX, se baseou no trabalho escravo, o trabalho era pesado e degradante, e o ambiente era altamente insalubre. Disse o viajante Nicolau Dreys que "uma charqueada bem administrada é um estabelecimento penitenciário". Segundo Ester Gutierrez, "além de toda a rudeza do trabalho e do tratamento dado à população servil, do mau cheiro continuamente reinante, da sujeira e da presença de feras e animais peçonhentos e pestilentos, o espaço interno da produção do charque acompanhava o quadro macabro, tétrico, fétido e pestífero que dominava o seu meio ambiente". Além disso, a região da fronteira sul era constantemente assolada por bandos armados e violentos de contrabandistas de couro.
A ocupação do Centro-Oeste foi marcada pela fraca presença do Estado e, depois de passada a febre do ouro, pelo predomínio dos grandes pecuaristas, que controlavam o poder executivo, judiciário e legislativo. Apesar de alegarem agir em nome do Estado, de fato cuidavam principalmente de seus interesses privados, estabelecendo um sistema produtivo caracterizado por concentração de renda e terras, desumanização, violência e arbítrio. Na descrição oitocentista de Saint-Hilaire, "juntamente com a numerosa população que se estabelecera, como por artes mágicas, na região de Goiás, vieram também os vícios mais terríveis. Bandos de criminosos tinham encontrado naquelas solidões não só riquezas como também a impunidade, e no meio de uma sociedade em formação, onde ainda não existia polícia, eles podiam dedicar-se sem receio a todos os desregramentos". Segundo Silva, Moura & Campos, "a violência em diferentes formatos, dos capangas e mesmo da força pública, sempre esteve aliada às famílias dirigentes, senhores de terras e gado".

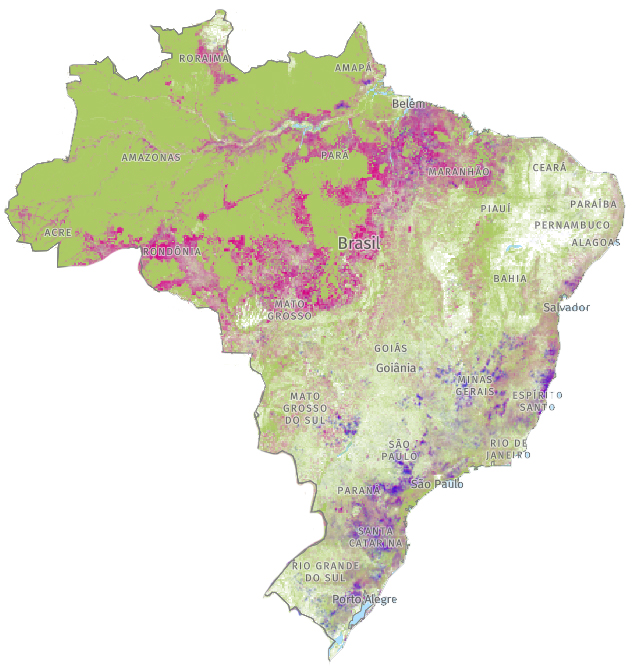
Perda de cobertura de árvores no período de 2001 a 2018, marcada em vermelho, com dados do Global Forest Watch / Resource Watch. Áreas mais azuis mostram ganho de cobertura de árvores, mas a maior parte desse ganho ocorre por reflorestamento com espécies exóticas e invasivas, como os Pinus e Eucalyptus.

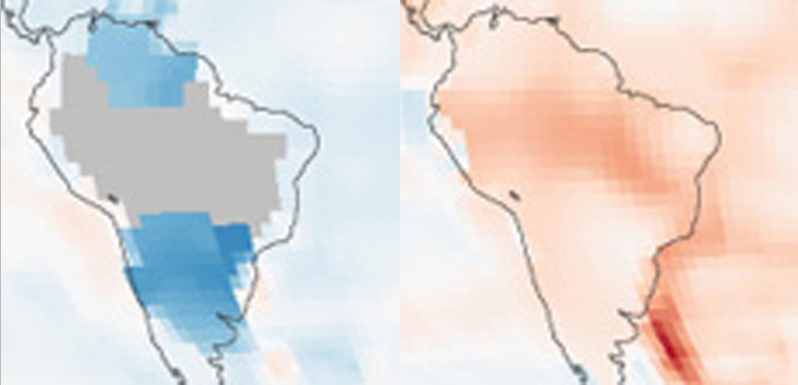
Temperaturas de 1880 a 1980 (esquerda), comparadas à média no período entre 1951 e 1980 (direita). O interior do Brasil não tem muitos dados disponíveis no século XIX, gerando mais incerteza, mas nas áreas cobertas por medições o aquecimento é bem visível. O gráfico é um recorte de uma estimativa global produzida pela NASA.

No século XIX já começavam a se tornar importantes os aspectos ecológicos, pois os campos naturais se esgotavam e eram frequentemente queimados para incentivar uma brotação renovada, eliminando junto muitas espécies de animais "indesejáveis", como répteis e insetos, como observou o naturalista viajante Arsène Isabelle, ou passava a ser necessário desmatar áreas de floresta para a criação de novas pastagens, situação que se tornaria muito grave no século XX. A ocupação de novas áreas muitas vezes se dava ilegalmente, e a partir da década de 1940 os grileiros já se tornavam fonte de preocupação no Norte e Centro-Oeste, tendo defensores entre juízes, promotores públicos, deputados e delegados de polícia. Segundo Haroldo Guimarães, "nos anos de maior prosperidade, a grilagem chegou a representar uma potência dentro do Estado, com ideólogos que traçaram sua doutrina, intelectuais que defenderam suas ideias e parlamentares que adotaram suas posições".

### Anos recentes
A pecuária brasileira, especialmente a criação de gado, é uma atividade que exerce um grande impacto sobre o meio ambiente. Ao lado da agricultura, é uma das atividades mais associadas aos elevados índices de desmatamento no Brasil. Cerca de 85% do desmatamento registrado no país nas últimas décadas ocorre para abrir espaço para pastagens. Na Amazônia a pecuária é a principal causa de desmatamento. Um levantamento do Mapbiomas indica que em 1985 havia 14 milhões de hectares desmatados devido à pecuária, e em 2017 a área perdida havia passado para 53 milhões de hectares. Tipicamente, na Amazônia os pastos são usados por poucos anos e logo se esgotam devido à pobreza do solo, sendo abandonados e fazendo com que outras áreas sejam abertas. Em 2022 os dez maiores pecuaristas do Brasil acumulavam juntos 640 milhões de reais em multas ambientais e tinham uma área de 1,4 mil km² embargada por desmatamento ilegal.
Além disso, o desmatamento produz grandes quantidades de gases do efeito estufa, geradores do aquecimento global, e o gado produz, por sua vez, vários gases, especialmente metano (proveniente da flatulência dos bovinos e da decomposição do esterco) e óxido nitroso (proveniente do esterco). A fermentação intestinal e o esterco representam 80% do metano proveniente do setor agropecuário. O rebanho de mais de 200 milhões de cabeças responde, assim, por 37% das emissões totais de gases estufa brasileiras. O Brasil é o quarto maior emissor global desses gases, tendo produzido desde 1850 cerca de 100 bilhões de toneladas. Neste total, a derrubada de florestas e uso do solo para pecuária e agricultura são as principais causas, perfazendo cerca de 80% das emissões.
A pecuária é também um importante fator para a degradação, compactação, erosão e impermeabilização dos solos, por causa do pisoteio excessivo e remoção da camada fértil superficial. Em 2015, de acordo com Roberto Rodrigues, ex-ministro da Agricultura, havia no país cerca de 60 milhões de hectares em diferentes graus de degradação em função da pecuária. Em virtude do uso de fertilizantes e agrotóxicos nas pastagens, contribui para a poluição dos solos e de mananciais de água. Outros elementos poluidores são substâncias usadas para limpeza de equipamentos e frigoríficos. De 80 a 95% da água consumida em frigoríficos sai contaminada por químicos e materiais diversos e penetra no solo ou descarrega em rios. Segundo um estudo do SENAI, 
"Estes efluentes caracterizam-se principalmente por: alta carga orgânica; alto conteúdo de gordura; flutuações de pH em função do uso de agentes de limpeza ácidos e básicos; altos conteúdos de nitrogênio, fósforo e sal; teores significativos de sais diversos de cura e eventualmente, no caso de processos de defumação de produtos de carne, presença de compostos aromáticos diversos e flutuações de temperatura (uso de água quente e fria). Desta forma, os despejos de frigoríficos possuem altos valores de DBO5 (Demanda Bioquímica de Oxigênio) e DQO (Demanda Química de Oxigênio) — parâmetros utilizados para quantificar carga poluidora orgânica nos efluentes —, sólidos em suspensão, graxas e materiais flotáveis. Fragmentos de carne, de gorduras e de vísceras normalmente podem ser encontrados nos efluentes. Portanto, juntamente com sangue, há material altamente putrescível nestes efluentes, que entram em decomposição poucas horas depois de sua geração, tanto mais quanto mais alta for a temperatura ambiente".
Os danos ambientais revertem em diversos problemas para o próprio produtor rural, pois a degradação do meio ambiente afeta o  rendimento da propriedade reduzindo a produção de carne e leite, reduz a precipitação de chuvas prejudicando a agricultura e as próprias pastagens, e produz efeitos nocivos para a saúde das pessoas. A constante expansão da fronteira agropecuária está vinculada ainda a ocupações ilegais, invasões de terras indígenas e reservas protegidas, e conflitos no campo, muitas vezes violentos. Dados do Ministério do Trabalho mostram que de 1995 a 2021, 17,2 mil trabalhadores foram resgatados de trabalho escravo em fazendas de gado.
Segundo estimativa do Rally da Pecuária, a degradação nas pastagens gera prejuízos anuais de cerca de 9,5 bilhões de reais para os produtores. Embora a pecuária seja um dos carros-chefes da economia brasileira, tem um alto grau de ineficiência, e a grande preocupação que o desmatamento no Brasil tem produzido em âmbito internacional tem causado dificuldades para a exportação de carne. Segundo um relatório do Conselho Empresarial Brasileiro para o Desenvolvimento Sustentável, para cada 1 milhão de reais de receita da pecuária bovina, há um custo de 22 milhões em impactos ambientais, principalmente em desmatamento e emissão de gases estufa, mas esse prejuízo não é contabilizado. Cálculos da FAO indicam que o desmatamento da Amazônia sozinho deve gerar prejuízos da ordem de um bilhão de reais anuais para o agronegócio. Uma série de estudos sobre o impacto econômico da pecuária na Amazônia indica que ela é lucrativa para os grandes e médios produtores e para alguns poucos municípios, mas não reverte em benefício para as populações locais, que em geral permanecem mais pobres e vulneráveis que a média nacional.

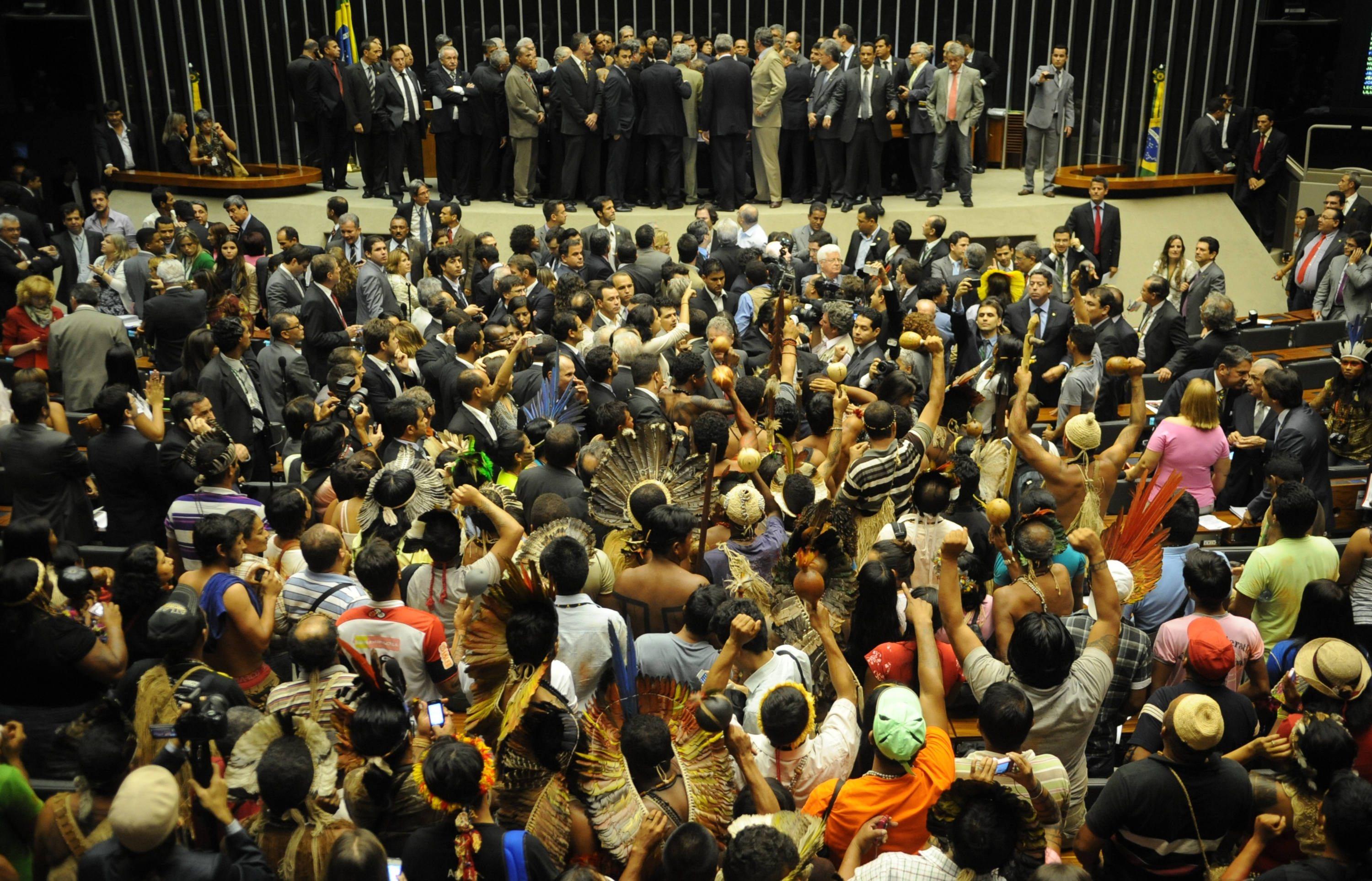
Revoltados com a Proposta de Emenda à Constituição 215, que passaria para o Congresso o poder de demarcar suas terras, centenas de indígenas invadiram o plenário da Câmara dos Deputados em 16 de abril de 2013

Esses problemas têm desencadeado uma intensa polêmica, mas o debate é desvirtuado por uma campanha de desinformação sustentada por grandes empresas do setor, políticos e representantes do governo. De acordo com o pesquisador Alexandre Costa, membro do Painel Brasileiro de Mudanças Climáticas, o discurso desses agentes nega evidências científicas para eximir o agronegócio de culpas no problema ambiental: "Afinal, se a pecuária não contribui com emissões de metano e se as emissões de dióxido de carbono (e também de metano) associadas ao desmatamento não são um problema, o discurso [...] representa um tipo de armadura e escudo pseudocientíficos que o agronegócio precisa". Cláudio Ângelo, do Observatório do Clima, complementou: "Você não precisa ser um ávido leitor de jornais ou um militante ligado ao ambientalismo para ter ouvido várias vezes frases como 'Nós [os ruralistas] somos os que mais preservamos', '61% do território brasileiro é mato', 'O que o Código Florestal quer é a interdição do uso da propriedade', 'É muita terra para pouco índio'. É com esse arsenal retórico que a bancada ruralista no Congresso Nacional dispara contra os direitos dos povos originários, contra as leis ambientais e contra qualquer pessoa que afirme haver aquecimento global".
A bancada ruralista tem grande representação no Congresso e sistematicamente vota para enfraquecer a legislação ambiental, indigenista, fundiária e trabalhista. Durante o governo Bolsonaro a bancada ganhou muita força e assumiu o controle do Ministério do Meio Ambiente e de órgãos reguladores como o Ibama, Funai, ICMBio, Incra e outros. Nas palavras de Márcio Santilli, fundador do Instituto Socioambiental, "a agenda predatória da bancada ruralista é abusiva, vai além de assuntos ligados ao agro e inclui o armamentismo e o ataque aos direitos socioambientais em geral. Os seus projetos de lei mais recentes envolvem a grilagem de terras públicas, a legalização das invasões em terras indígenas, a destruição de florestas urbanas, a desregulamentação do uso e venda de agrotóxicos e o enfraquecimento do licenciamento ambiental".
Na análise da pesquisadora Myanna Lahsen, "a indústria da carne tem um poder estrutural tão grande no Brasil, devido à sua proximidade com o governo e com a mídia, que ela é capaz de dominar a percepção pública, sufocando qualquer discussão sobre o impacto ambiental do setor". O grande público em geral não está ciente das implicações ambientais da pecuária, e o interesse pelo assunto vem diminuindo. Em 2019 a diretora de Sustentabilidade do Grupo Pão de Açúcar, Susy Yoshimura, declarou que "hoje a grande maioria da população ainda olha mais a parte estética da carne, da cor, do que ela entende que será o sabor, e para o preço deste produto. De maneira geral, os atributos ambientais e sociais não fazem parte das premissas como fator de decisão de compra".